# Синій дім
Синій дім (кор. 靑瓦臺, 청와대, чхонваде) — офіційна резиденція президента Республіки Кореї з 1948 р. до 2022 р. Побудована в корейському традиційному стилі. Відвідування Чхонваде входить у більшість екскурсійних програм Сеулом. Наразі резиденція президента РК знаходиться на території Міністерства оборони країни. 
Назва походить від кольору даху і є аналогією американського Білого дому.

## Історія
Резиденція розташована на місці колишньої королівської вілли, спорудженої в 1104. 
Споруджений в 1395, тоді ж навколо палацу розплановано сад.
Під час японської окупації будівля використовувалася як осідок японського генерал-губернатора.
У 1939 японці спорудили в Чонхваде нову резиденцію генерал-губернатора.
Після заснування Республіки Корея в 1948 тут влаштовано резиденцію президента республіки.
У 1991 споруджено новий великий корпус президентської резиденції.

## Галерея

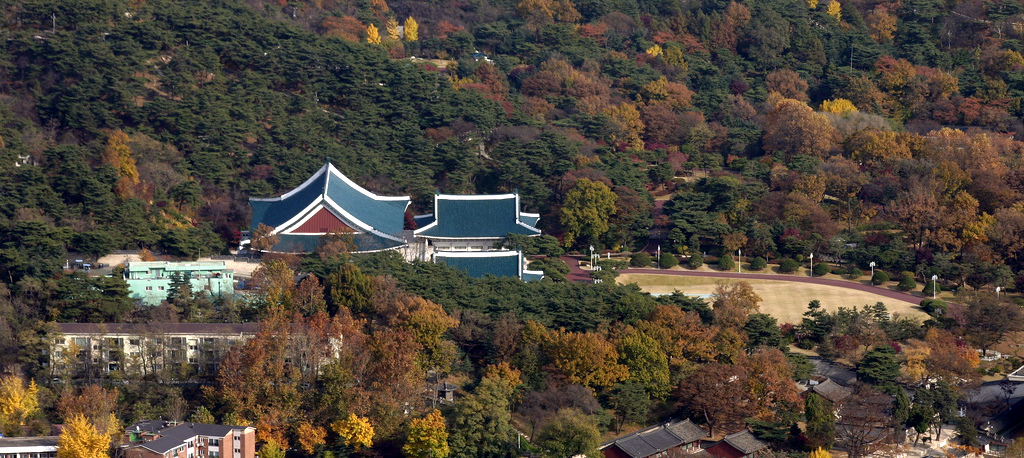
Чхонваде
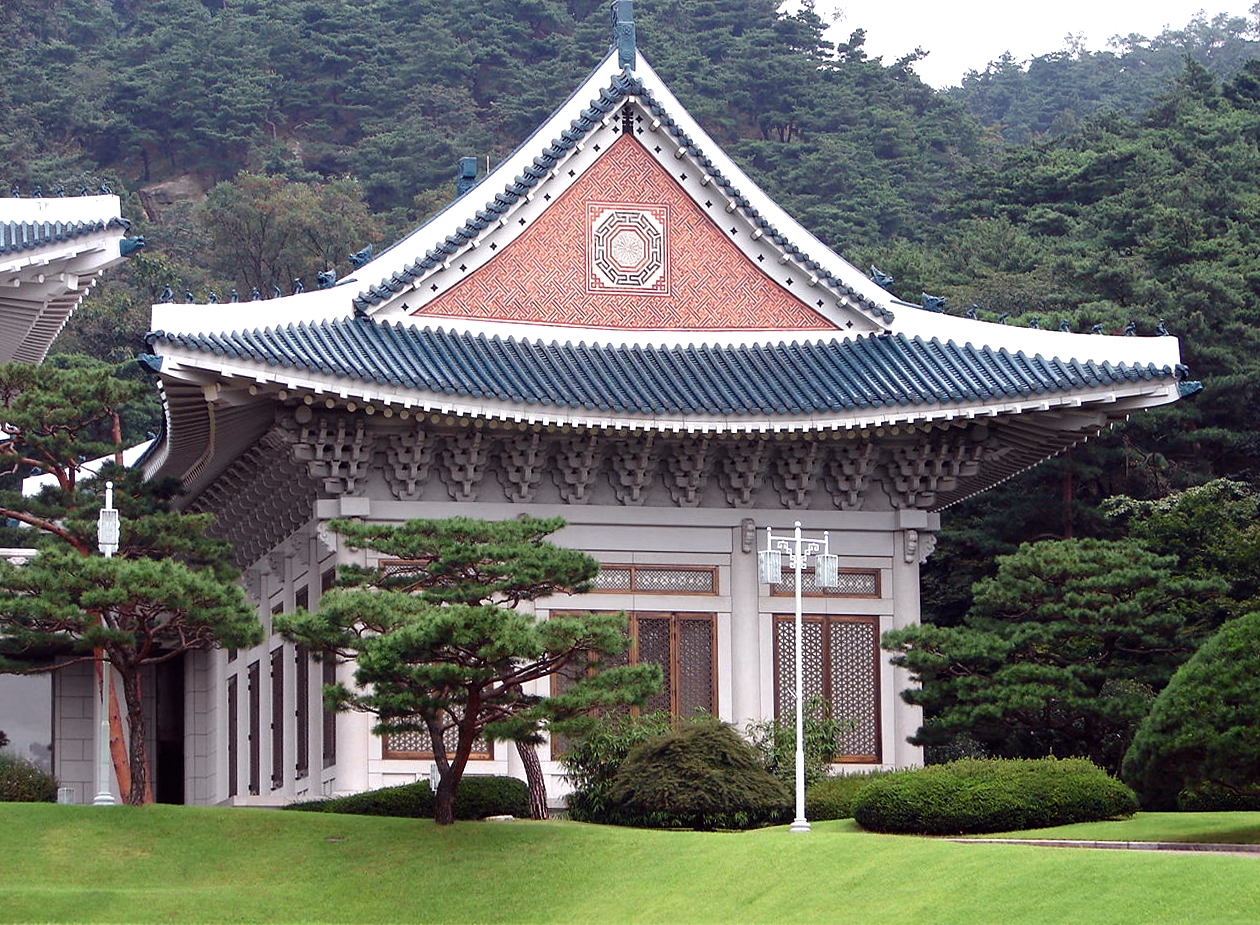
Одна з будівель центру прийомів
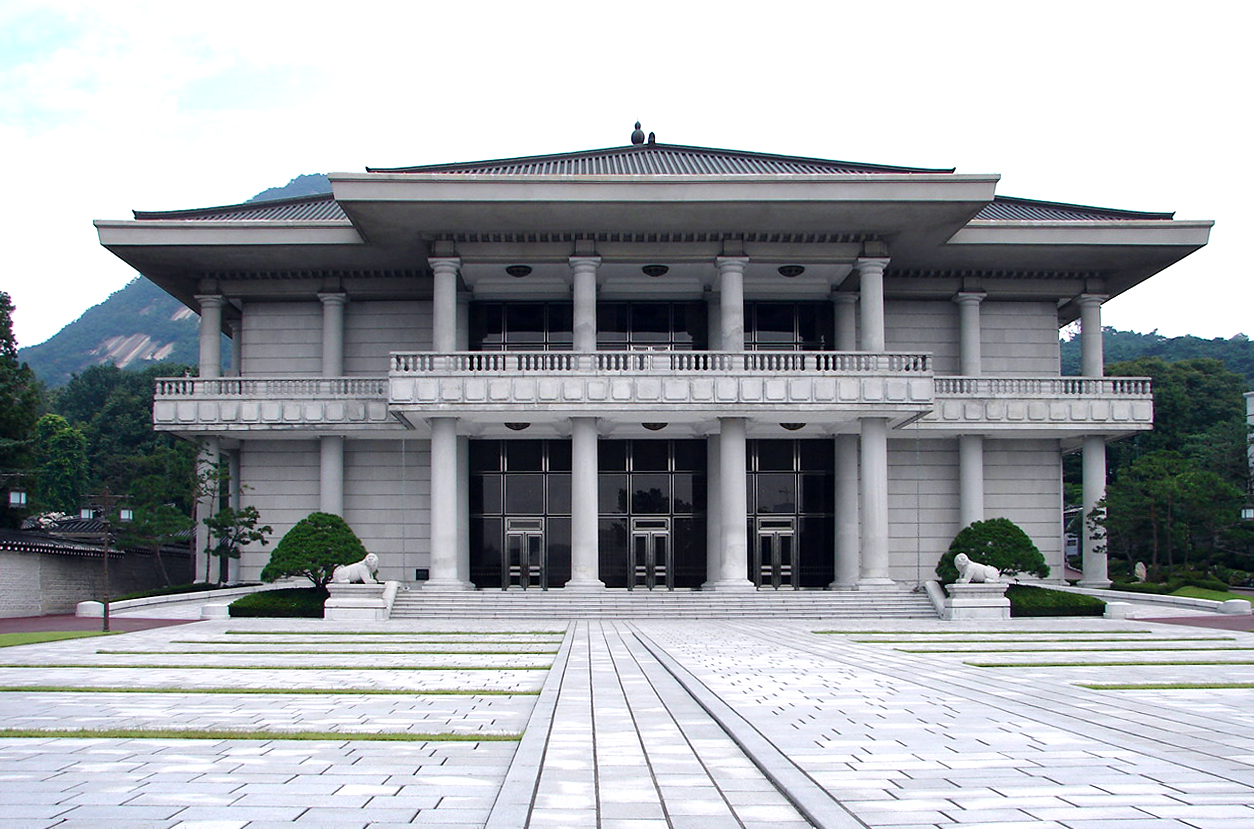
Будівля 1978 року для конференцій, прийому гостей та офіційних заходів
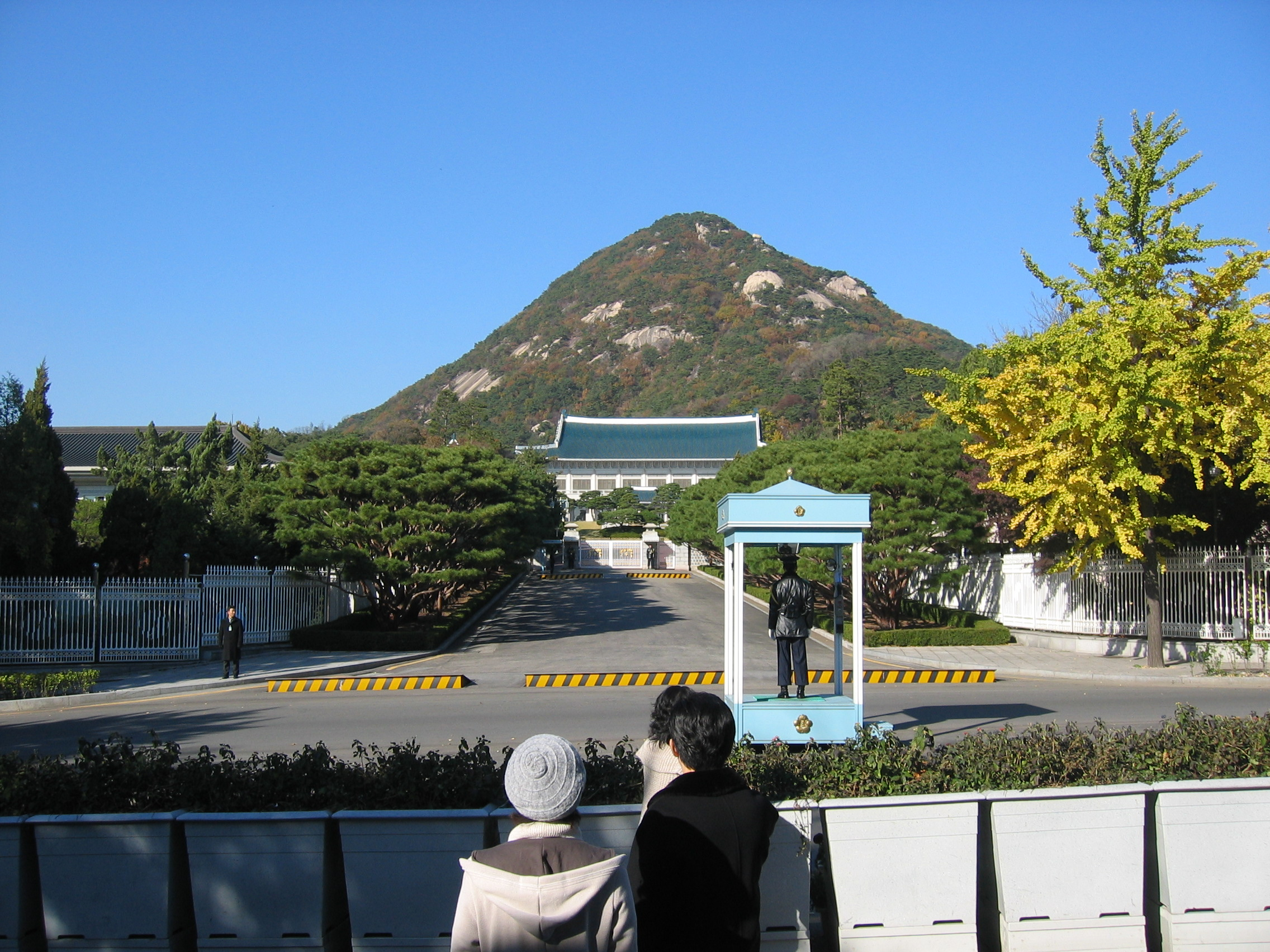
Біля входу на територію Синього дому
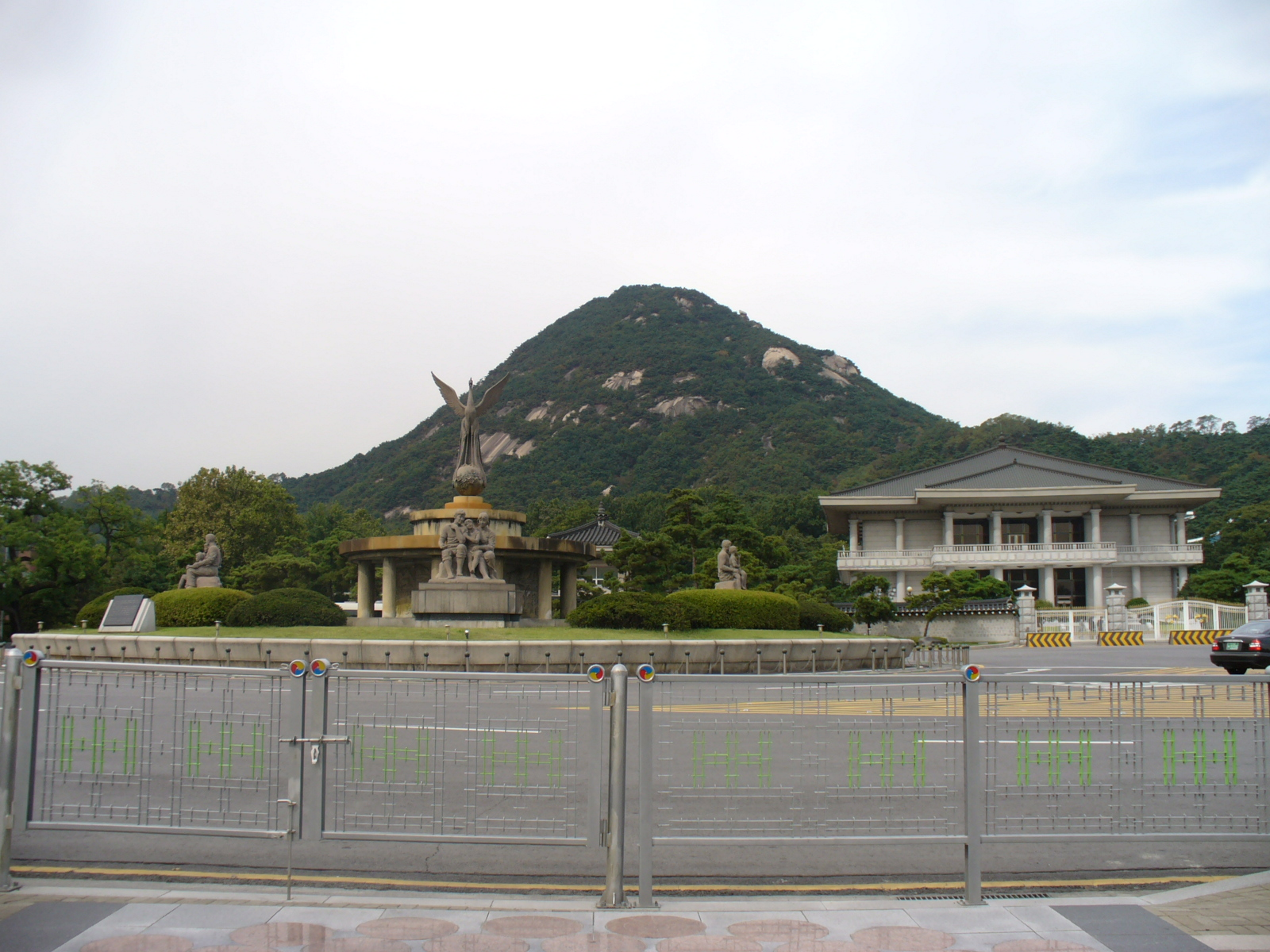
Біля входу на територію Синього дому
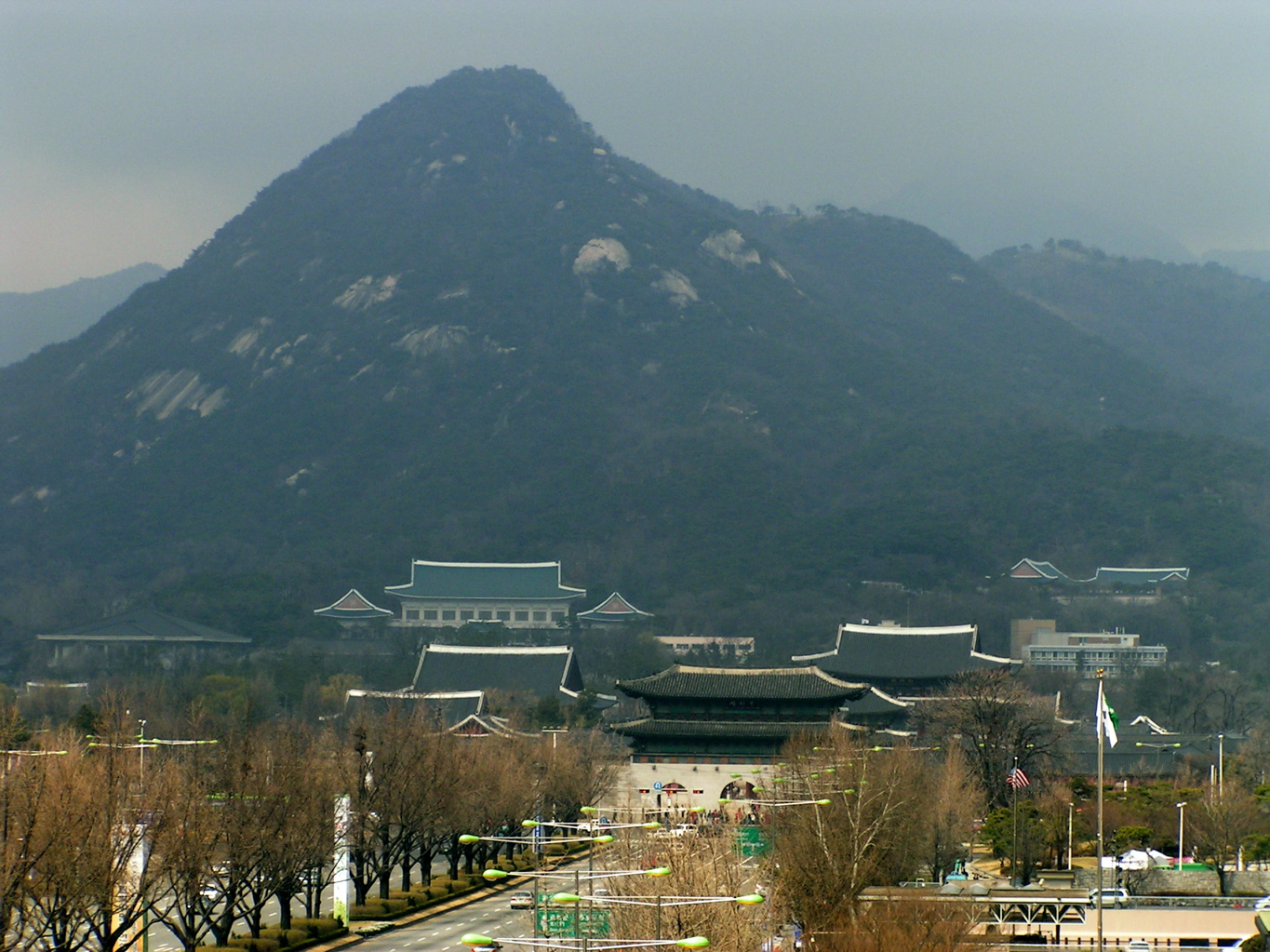
Пам'ятник на дорозі перед Синім домом, адміністративна будівля на задньому плані
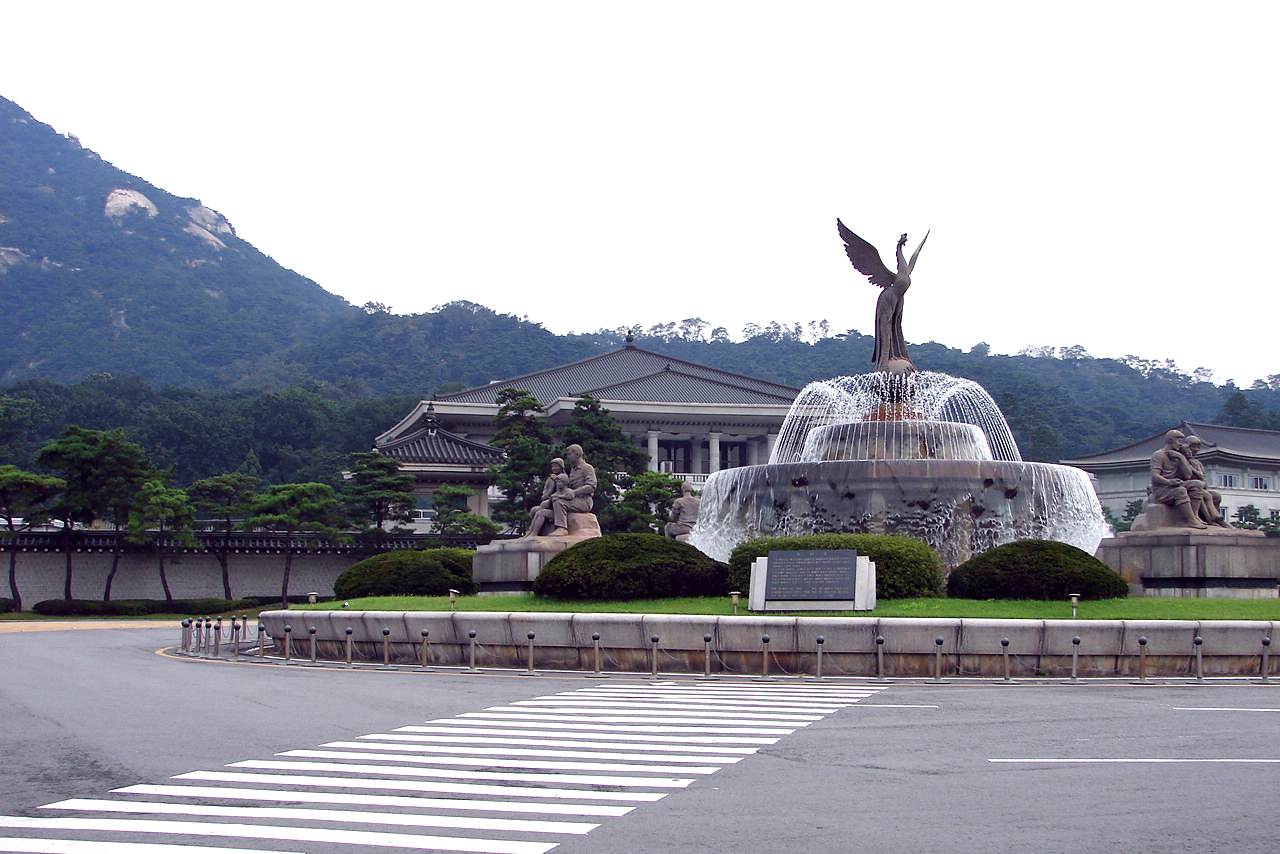
Фонтан перед Синім домом
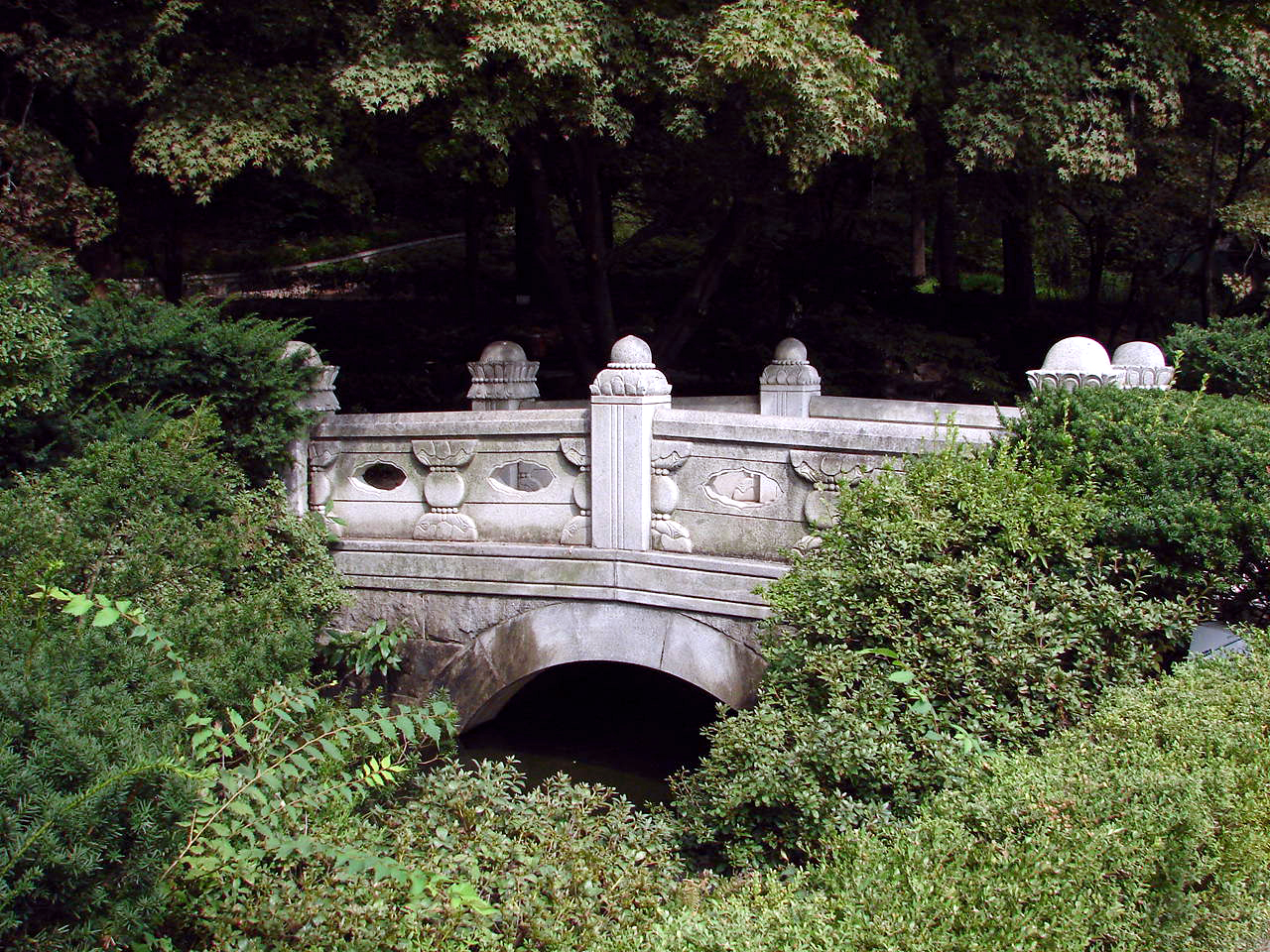
Міст, що з'єднує сад з центром прийомів
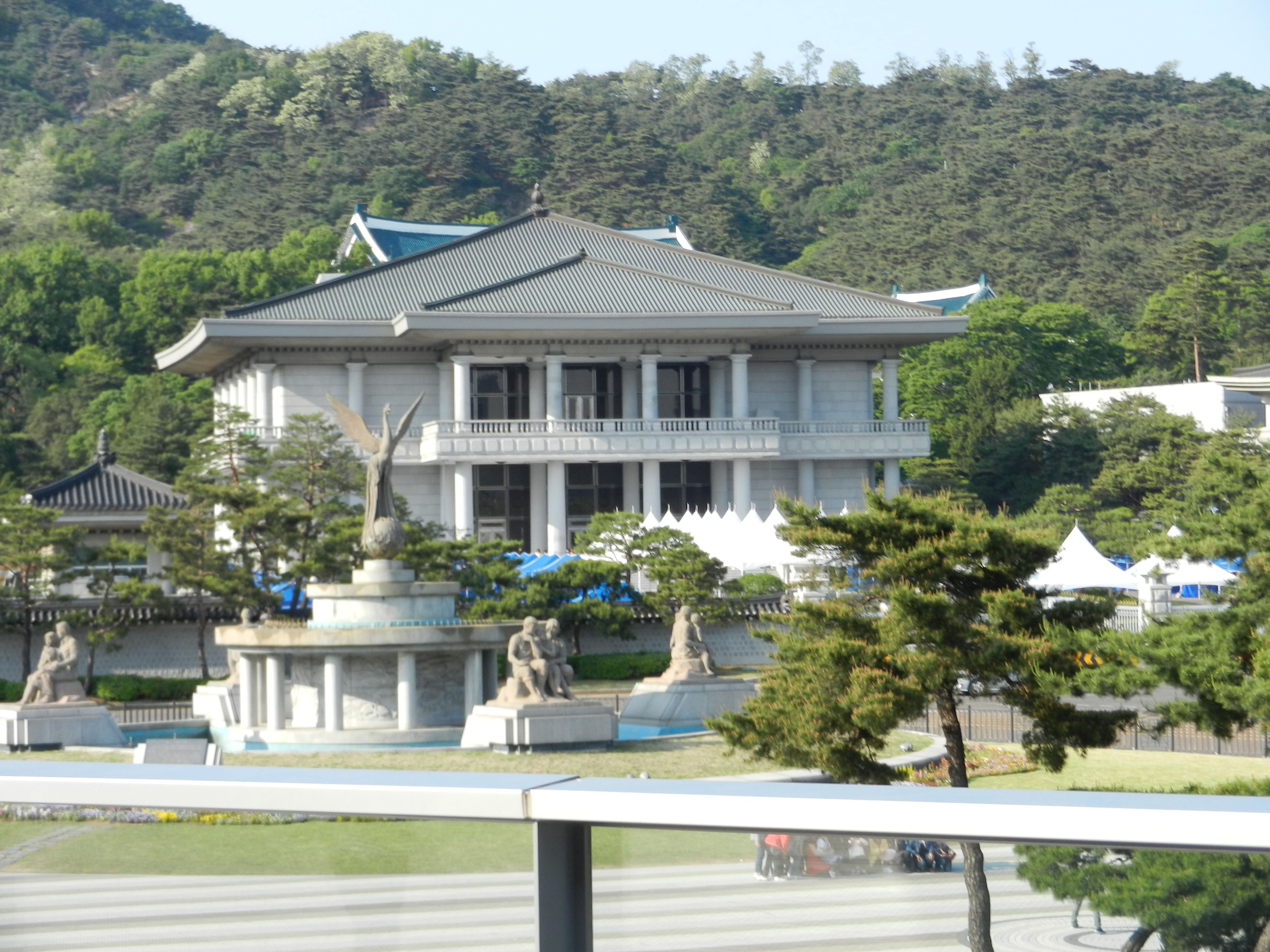
Вид з балкона туристичного центру
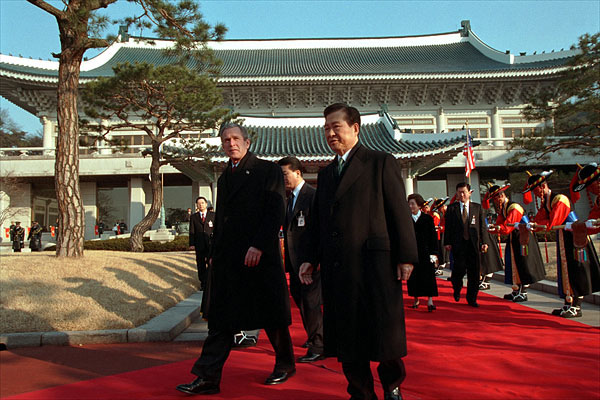
Президенти Джордж Вокер Буш і Кім Де Чжун у Синьому домі у лютому 2002 року
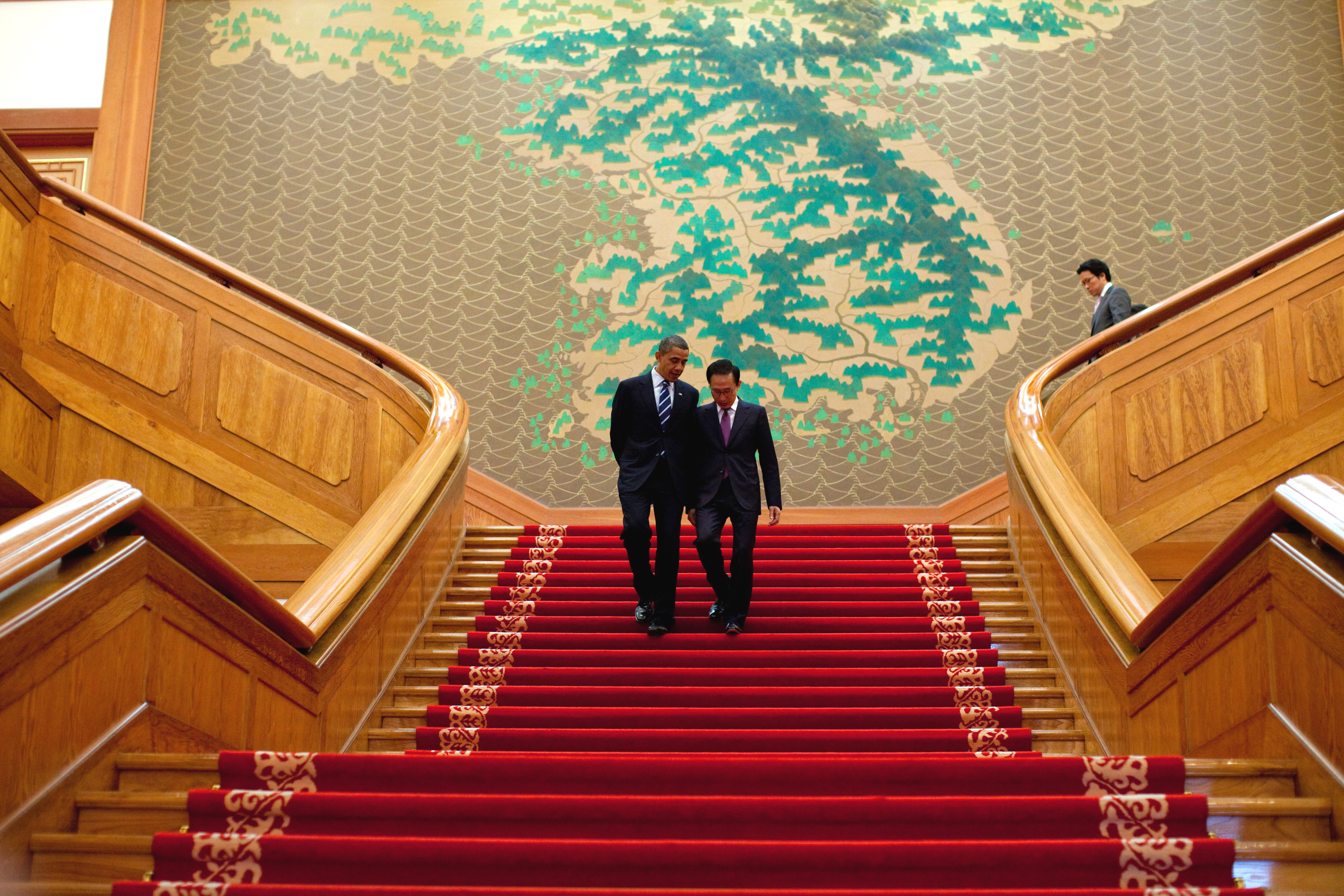
Президенти Барак Обама та Лі Мьон Бак у Синьому домі у листопаді 2010 року
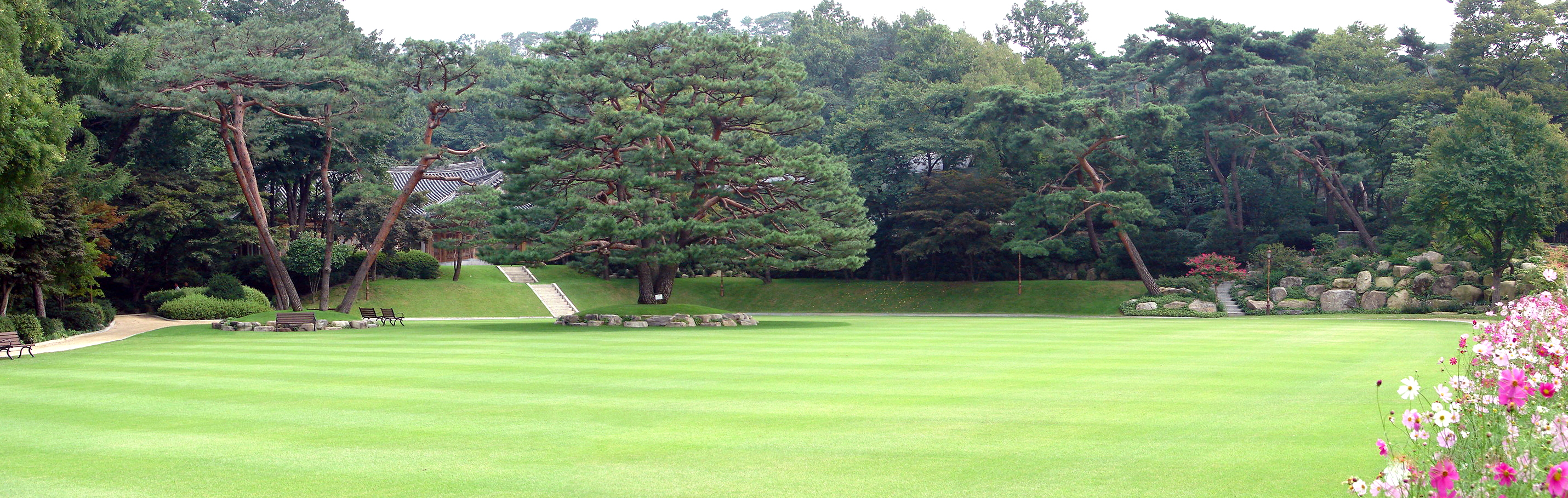
Сад на території центру прийомів